# Приперт
Приперт (њем. Priepert) општина је у њемачкој савезној држави Мекленбург-Западна Померанија. Једно је од 53 општинска средишта округа Мекленбург-Штрелиц. Према процјени из 2010. у општини је живјело 323 становника. Посједује регионалну шифру (AGS) 13055055.

## Географски и демографски подаци
Приперт се налази у савезној држави Мекленбург-Западна Померанија у округу Мекленбург-Штрелиц. Општина се налази на надморској висини од 66 метара. Површина општине износи 22,6 km². У самом мјесту је, према процјени из 2010. године, живјело 323 становника. Просјечна густина становништва износи 14 становника/km².

## Међународна сарадња
| Мјесто   | Држава | Врста сарадње | Од    |
| -------- | ------ | ------------- | ----- |
| Јерулосе | Данска | партнерство   | 2000. |
| Извор    |        |               |       |